# 田畑利彦
田畑 利彦（たばた としひこ、1966年3月9日 - ）は、日本の実業家、馬主。
自動車ディーラーの運営などの事業を手がけるジーライオングループの創業者。

## 経歴・人物
1966年、兵庫県出身。20歳の時に父親の経営していた会社が倒産し、1986年に母親とともに株式会社クインオートを設立。2004年に同社代表取締役に就任。2008年に株式会社ジェイ・エー・エー代表取締役・CEOに抜擢。2008年に株式会社モトーレン阪神を設立（現代表取締役会長）、2009年に同社がBMW正規ディーラーとして営業を開始。2018年、ジーライオングループ（株式会社ジーライオン）の組織再編により新社長に菊地秀武が就任したことに伴いグループ社長を退任している。2024年グループ全社からの取締役辞任。2025年は方針発表会に登壇し、創業39年の歩みを振り返り、感謝を述べた。
趣味は読書。
2014年 EYアントレプレナー・オブ・ザ・イヤー ジャパン「ナショナル・アントレプレナー・オブ・ザ・イヤー部門」を受賞。
芦屋大学 自動車ビジネス論／客員教授
兵庫県立大学講義「地域経営論」「地域企業の戦略と経営」／特別講師

## 馬主活動

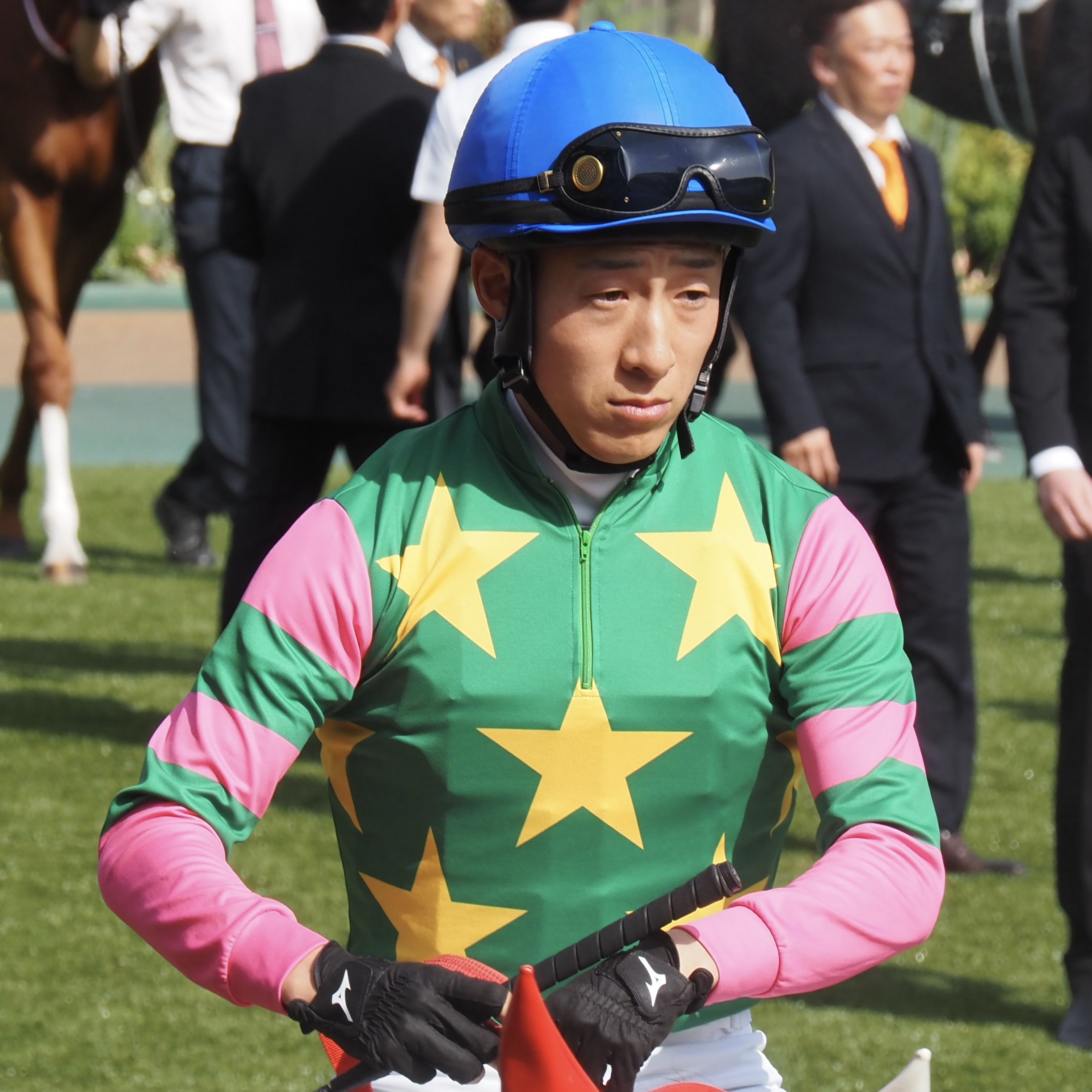
田畑の勝負服を着用した藤岡佑介

日本中央競馬会（JRA）および地方競馬全国協会（NAR）に登録している馬主としても知られる。勝負服の柄は緑、黄星散、桃袖緑二本輪、冠名は特に用いない。
個人馬主として馬主資格を取得しているほか、一口馬主クラブ・ライオンレースホースの愛馬会法人であるサラブレッドクラブライオンの代表取締役を務めている。

## 主な所有馬

### 重賞競走優勝馬
- グランドボヌール（2019年サマーチャンピオン）

### その他の所有馬
- トシギャングスター（2010年ファルコンステークス2着）
- サンキューユウガ（2023年CBC賞2着）
- ミスタージーティー（2024年若葉ステークス）